# Липино (Житомирская область)
Липино (укр. Липине) — село на Украине, в Новоград-Волынском районе Житомирской области.
Население по переписи 2001 года составляет 110 человек. Почтовый индекс — 11713. Телефонный код — 4141. Занимает площадь 0,636 км². севернее села Липино находится Городницкий заказник.

## Адрес местного совета
11712, Житомирская область, Новоград-Волынский р-н, с. Кленовая